# Bâgé-la-Ville
Bâgé-la-Ville era una comuna francesa situada en el departamento de Ain, de la región de Auvernia-Ródano-Alpes, que el 1 de enero de 2018 pasó a ser una comuna delegada de la comuna nueva de Bâgé-Dommartin al fusionarse con la comuna de Dommartin.

## Demografía
| Gráfica de evolución demográfica de Bâgé-la-Ville entre 1800 y 2015 |
|                                                                     |

Los datos demográficos contemplados en este gráfico de la comuna de Bâgé-la-Ville se han cogido de 1800 a 1999 de la página francesa EHESS/Cassini, y los demás datos de la página del INSEE.

## Monumentos
- Iglesia de San Miguel.
- Capilla de Epaisse, Monumento histórico desde 1982.

## Hermanamientos
- Bad Waldsee (Alemania).